# Jenny Zhang
Pour les articles homonymes, voir Zhang.
Jenny Zhang, née en 1983 à Shanghai en Chine, est une auteure, poétesse et essayiste américaine. 
Elle a publié régulièrement de 2011 à 2015 des poèmes et essais sur le site pour jeunes filles Rookie. Son premier recueil de nouvelles, Âpre-Cœur, est publié en 2017 par le biais de la réalisatrice et auteure Lena Dunham, et traduit en français en 2019. Elle travaille actuellement à son adaptation cinématographique avec la réalisatrice Cathy Yan.

## Biographie

### Enfance
Lorsqu'elle a 5 ans, Jenny Zhang déménage de Shanghai à New York,, rejoignant son père venu deux ans plus tôt pour étudier la linguistique. À cause de leurs difficultés financières, la famille doit souvent changer d'appartement, partager tous les trois une seule pièce et un seul lit. Son enfance est marquée par des rencontres avec des immigrés chinois que la famille Zhang accueille temporairement: des poètes dissidents, des chanteurs d’opéra, des écrivains et de nombreux étudiants chinois qui étudient avec son père.
Ses difficultés à parler anglais la pousse à commencer à écrire,. Parmi les livres préférés de son adolescence, elle cite Les Quatre Filles du docteur March de Louisa May Alcott, L'Attrape-cœurs de J. D. Salinger et Portrait de l'artiste en jeune homme de James Joyce mais aussi Antonin Artaud, Arthur Rimbaud, Georges Bataille, et le Marquis de Sade.

### Études
Jenny Zhang a été diplômée de l'Université de Stanford en 2005 et d'un Master of Fine Arts de Iowa Writers' Workshop en 2009.

### Premières publications
Elle est acceptée au célèbre Iowa Writers' Workshop, dont elle ressort diplômée en 2009,, et parallèlement s'essaye à la poésie. À la suite d'un concours d'Octopus Books, elle publie son premier recueil de poèmes Dear Jenny, We are All Find,.
En septembre 2015, elle publie un essai sur BuzzFeed, They Pretend To Be Us While Dear Jenny, We are All FindPretending We Don’t Exist (Ils se font passer pour nous tout en faisant comme si nous n'existions pas), où elle dénonce Michael Derrick Hudson (en), un poète américain ayant utilisé un nom de plume asiatique dans le but de se faire publier. Dans cet essai, Jenny Zhang évoque une forme de racisme détourné dans le milieu littéraire, où la souffrance des immigrants est vu uniquement à travers le prisme de ce qu'elle apporte en tant qu'écrivain.
Âpre-Cœur a reçu les prix Los Angeles Times Book Prize et  PEN/Robert W. Bingham Prize for Debut Fiction.
Son second recueil de poésie My Baby First Birthday a été publié aux éditions Tin House en 2020.